# باريس (إلينوي)
باريس (بالإنجليزية: Paris, Illinois)‏ هي مدينة تقع في الولايات المتحدة في مقاطعة إدغار، إلينوي. يقدر عدد سكانها بـ 8,837 نسمة وترتفع عن سطح البحر 220 متر.

## التركيبة السكانية
حدّد مكتب تعداد الولايات المتحدة بيانات التركيبة السكانية لباريس في تعداد الولايات المتحدة. في ما يلي، التركيبة السكانية حسب تعدادي 2000 و2010.

### تعداد عام 2000
بلغ عدد سكان باريس 9,077 نسمة بحسب تعداد عام 2000، وبلغ عدد الأسر 3,874 أسرة وعدد العائلات 2,383 عائلة مقيمة في المدينة. في حين سجلت الكثافة السكانية 579.6 نسمة لكل كيلومتر مربع (1,501.2/ميل2). وبلغ عدد الوحدات السكنية 4,211 وحدة بمتوسط كثافة قدره 268.9 لكل كيلومتر مربع (696.4/ميل2).
وتوزع التركيب العرقي للمدينة بنسبة 98.31% من البيض و0.51% من الأمريكيين الأفارقة و0.21% من الأمريكيين الأصليين و0.22% من الأمريكيين ذوي الأصول الآسيوية و0.01% من سكان جزر المحيط الهادئ و0.25% من الأعراق الأخرى و0.48% من عرقين مختلطين أو أكثر و0.84% من الهسبانيون أو اللاتينيون من أي عرق.
بلغ عدد الأسر 3,874 أسرة كانت نسبة 30.7% منها لديها أطفال تحت سن الثامنة عشر تعيش معهم، وبلغت نسبة الأزواج القاطنين مع بعضهم البعض 45.1% من أصل المجموع الكلي للأسر، ونسبة 12.1% من الأسر كان لديها معيلات من الإناث دون وجود شريك،  بينما كانت نسبة 4.3% من الأسر لديها معيلون من الذكور دون وجود شريكة وكانت نسبة 38.5% من غير العائلات. تألفت نسبة 34% من أصل جميع الأسر من عدة أفراد يعيشون في نفس المنزل ونسبة 17.7% كانت تتألف من شخص يعيش بمفرده يبلغ من العمر 65 عاماً أو أكثر. وبلغ متوسط حجم الأسرة المعيشية 2.29، أما متوسط حجم العائلات فبلغ 2.91.
بلغ العمر الوسطي للسكان 38.8 عاماً. وكانت نسبة 23.8% من القاطنين تحت سن الثامنة عشر، وكانت نسبة 8.8% بين الثامنة عشر والرابعة والعشرين عاماً، ونسبة 25.5% كانت واقعةً في الفئة العمرية ما بين الخامسة والعشرين والرابعة والأربعين عاماً، ونسبة 21.4% كانت ما بين الخامسة والأربعين والرابعة والستين، ونسبة 18% كانت ضمن فئة الخامسة والستين عاماً فما فوق. يوجد لكل 100 أنثى 86.4 ذكر، ويوجد لكل 100 أنثى في الثامنة عشر من عمرها فما فوق 84.1 ذكر.
بلغ متوسط دخل الأسرة في المدينة 30,902 دولارًا، أما متوسط دخل العائلة فبلغ 37,872 دولارًا. وكان متوسط دخل الذكور 28,750 دولارًا مقابل 20,673 دولارًا للإناث. وسجل دخل الفرد الخاص بالمدينة 17,750 دولارًا. وكانت نسبة 8.9% من العائلات ونسبة 12.7% من السكان تحت خط الفقر، وكان من هؤلاء نسبة 17.4% تحت سن الثامنة عشر ونسبة 11.2% في الخامسة والستين من العمر وما فوق.

### تعداد عام 2010
بلغ عدد سكان باريس 8,837 نسمة بحسب تعداد عام 2010، وبلغ عدد الأسر 3,800 أسرة وعدد العائلات 2,312 عائلة مقيمة في المدينة. في حين سجلت الكثافة السكانية 564.3 نسمة لكل كيلومتر مربع (1,461.5/ميل2). وبلغ عدد الوحدات السكنية 4,285 وحدة بمتوسط كثافة قدره 273.6 لكل كيلومتر مربع (708.6/ميل2).
وتوزع التركيب العرقي للمدينة بنسبة 97.87% من البيض و0.45% من الأمريكيين الأفارقة و0.14% من الأمريكيين الأصليين و0.23% من الأمريكيين ذوي الأصول الآسيوية و0.02% من سكان جزر المحيط الهادئ و0.38% من الأعراق الأخرى و0.91% من عرقين مختلطين أو أكثر و1.27% من الهسبانيون أو اللاتينيون من أي عرق.
بلغ عدد الأسر 3,800 أسرة كانت نسبة 28.6% منها لديها أطفال تحت سن الثامنة عشر تعيش معهم، وبلغت نسبة الأزواج القاطنين مع بعضهم البعض 42.7% من أصل المجموع الكلي للأسر، ونسبة 13.2% من الأسر كان لديها معيلات من الإناث دون وجود شريك،  بينما كانت نسبة 5% من الأسر لديها معيلون من الذكور دون وجود شريكة وكانت نسبة 39.2% من غير العائلات. تألفت نسبة 33.7% من أصل جميع الأسر من عدة أفراد يعيشون في نفس المنزل ونسبة 16.4% كانت تتألف من شخص يعيش بمفرده يبلغ من العمر 65 عاماً أو أكثر. وبلغ متوسط حجم الأسرة المعيشية 2.27، أما متوسط حجم العائلات فبلغ 2.87.
بلغ العمر الوسطي للسكان 40.9 عاماً. وكانت نسبة 22.8% من القاطنين تحت سن الثامنة عشر، وكانت نسبة 7.6% بين الثامنة عشر والرابعة والعشرين عاماً، ونسبة 24.1% كانت واقعةً في الفئة العمرية ما بين الخامسة والعشرين والرابعة والأربعين عاماً، ونسبة 26.8% كانت ما بين الخامسة والأربعين والرابعة والستين، ونسبة 18.8% كانت ضمن فئة الخامسة والستين عاماً فما فوق. وتوزع التركيب الجنسي للسكان بنسبة 47.2% ذكور و52.8% إناث.

## أعلام
- ألفرد إم. كرايغ
- رودني واتسون
- جاك فرانكلين
- جان بيج
- بريت إلدريدج
- تيموثي غراب
- أندرو جيه. هنتر